# Joseph D. Pistone
Joseph Dominick Pistone, pseudônimo Donnie Brasco (Erie, 17 de setembro de 1939), foi um agente especial do FBI que trabalhou infiltrado, de 1976 a 1981, na Família Bonanno e, em menor escala, na Família Colombo, duas das Cinco Famílias que dominam a Máfia em Nova Iorque.
Pistone atuou como agente do FBI por dezessete anos e é considerado uma figura lendária desta instituição.
Foi o pioneiro no trabalho disfarçado de longo prazo; o ex-diretor do FBI, J. Edgar Hoover, originalmente era contrário que agentes federais trabalhassem infiltrados, pois além de levar a colaborar nas práticas ilegais, estas poderiam contaminar os agentes - o trabalho de Pistone ajudou a convencer o FBI que o uso de agentes secretos, em vez do uso apenas de informantes, era uma ferramenta crucial na investigação penal.
Durante os cinco anos que ficou infiltrado na Família Bonanno (de 1976 a 1981), ele reuniu evidências que ajudaram o governo federal dos Estados Unidos a indiciar mais de 200 pessoas e levou a cerca de 100 prisões de associados da máfia. A família Bonanno saiu tremendamente enfraquecida devido as ações de Pistone e uma recompensa de US$500 000 dólares chegou a ser colocada em sua cabeça, antes desta ser removida por Paul Castellano (o então Capo dei capi da máfia). Em 1986, Pistone deixou o FBI e se mudou para um lugar desconhecido, junto com a esposa e três filhas, sob nomes falsos. Mais tarde, ele começou a escrever livros e deu consultoria para documentários e filmes sobre a máfia.